# 마가예 게예
마가예 세리뉴 팔릴루 디트 넬송 게예(프랑스어: Magaye Serigne Falilou Dit Nelson Gueye, 1990년 7월 6일 ~ )는 프랑스 태생의 세네갈계 축구 선수이다. 현재 그리스 수페르리가 2의 아나게니시 카르디차 FC에서 공격수로 뛰고 있다.